# Чжао Сюй (I)
Чжао Сюй (спрощ.: 赵顼; кит. трад.: 趙頊; піньїнь: Zhào Xū), храмове ім'я Шеньцзун (кит.: 神宗; піньїнь: Shénzōng; 25 травня 1048 —1 квітня 1085) — шостий імператор династії Сун.

## Життєпис
Походив з імператорської родини Чжао. Був сином імператора Чжао Шу. 1067 року був оголошений спадкоємцем трону. Того ж року, після смерті Чжао Шу, став новим володарем Китаю.
Від самого початку зарекомендував себе прихильником соціальних реформ, які він вважав необхідними для внутрішнього зміцнення держави. Для реалізації тих реформ він обрав Ван Аньши, якого 1069 року призначив на пост таємного радника, а 1070 року — на пост канцлера імперії (цзайсяна). Реформи торкались усіх напрямків, зокрема грошового обігу, обігу землі, промисловості, торгівлі, податків. За підтримки Шеньцзуна Ван Аньши багато зробив для збільшення площі сільськогосподарських земель (їх площа зросла до 46 670 000 га). Зменшилась соціальна напруга на селі. Водночас розпочався розвиток міст, економіка набула значного розвитку. Втім ті реформи мали певний опір з боку консерваторів на чолі з Сима Гуаном. Те протистояння тривало до кінця правління імператора 1 квітня 1085 року.
Шеньцзун вирішив відновити активність стосовно своїх сусідів. Втім обрав як напрямок не державу киданів Ляо, а країну тангутів Сі Ся. Імператор мав намір відвоювати області, що нині входять до складу провінції Ганьсу. Спочатку армія Сун мала успіхи, але зрештою, 1082 року, зазнала нищівної поразки в битві при Юнле. В результаті Чжао Сюй був змушений укласти з Сі Ся мирну угоду на досить невигідних умовах.
Шеньцзун був поціновувачем мистецтва й літератури. Особливо підтримував художника Цуй Бо, який виконував багато замовлень імператора.
За правління Чжао Сюя було звершено велику історію Китаю, робота над якою було розпочата ще за його попередника 1065 року.
Також він сприяв розвитку буддизму. 1080 року за його наказом було зведено великий комплекс Храм Пуцзі на острові Путошань (сучасна провінція Чжецзян), якому сам імператор пожертвував значні кошти й землі.